# Religió kongo
La religió Kongo (en kiKongo: BuKongo) és un ampli conjunt de creences tradicionals dels pobles de parla kikongo. La fe es basa en la idea d'un déu creador principal anomenat Nzambi Mpungu que va fer el món i els esperits que l'habiten. Els metges sacerdotals coneguts com a nganga intenten curar les ments i els cossos dels seguidors. Els rols mediadors com ser un nganga requereixen la legitimació de l'altre món d'esperits i avantpassats. L'univers es divideix entre dos mons, un dels vius (nza yayi) i un món dels morts (nsi a bafwa), aquests mons estan dividits per una massa d'aigua. Els humans passen contínuament per aquests mons en cicle.

## Història
L'espiritualitat tradicional té les seves arrels als pobles de parla bantú de l'Àfrica. A mesura que la fe va viatjar a les Amèriques va conservar diverses tradicions, però sovint es va barrejar amb altres religions. Algunes tradicions supervivents inclouen la possessió per part dels morts per aprendre la saviesa dels avantpassats i el treball amb nkisi. Les religions que han conservat les tradicions Kongo inclouen el Palo Monte, el Lumbalú, el Kumina, el Vodú haitià, el Candomblé Bantú i el Hoodoo.

## Creences

### Cosmologia general
La religió del Kongo és profundament complexa. Segons l'historiador John K. Thornton "Probablement els centreafricans mai no s'han posat d'acord entre ells sobre quina és la seva cosmologia en detall, producte del que vaig anomenar procés de revelació contínua i sacerdoci precari". El poble kongo tenia opinions diverses, amb el pensament religiós tradicional més desenvolupat a l'àrea nord kikongoparlant. Hi ha moltes descripcions sobre les idees religioses dels kongo als registres de l'època colonial i missionera cristiana, però, com afirma Thornton, "són escrites amb un biaix hostil i la seva fiabilitat és problemàtica". Les creences dels kongo incloïen Kilundu com a Nzambi (déu) o Jinzambi (déus, deïtats), tots ells amb poders limitats.
En general, segons el cosmograma kongo, el déu creador resideix al cim del món, els esperits viuen a sota i l'aigua existeix al mig, on es troben els dos mons.
Es pot entrar en comunió amb els esperits, així com els avantpassats morts i aquells amb autoritat tenen drets especials en aquest procés. El sacerdot nganga pot interactuar amb aquests esperits i avantpassats. Usarien cures espirituals per lluitar contra la màgia negra al món, de vegades utilitzant nkisi. Els nganga no poden utilitzar màgia negra i només poden assistir als clients per aconseguir la bona fortuna.

### Pràctiques i encants
Els humans poden manipular l'univers mitjançant l'ús d'encants anomenats Nkisi. Dins d'aquests encants hi ha objectes naturals, ja que es creu que totes les coses naturals contenen una ànima. Aquests encants protegeixen els humans ja sigui encarnant un esperit o dirigint-lo a caçar el mal.

### Esperits
Després de la mort, l'ànima d'una persona abandona el cos per convertir-se en un fantasma i normalment entra a la terra dels morts (kalunga). Els que han fet el mal a la vida no poden entrar a la terra dels morts, de manera que recorren la Terra.
Un practicant pot comunicar-se amb els esperits dels avantpassats de la seva família de manera lineal, però no pot comunicar-se amb esperits que no són els seus avantpassats, tret que preguin primer.
No obstant això, molts practicants adoraven els esperits de la natura, mentre que no ho feien amb el seu llinatge. Hi ha molts esperits que envolten Nzambi a Mpungu, el déu creador, com Nzambici, la seva dona (esperit de la terra), Nzazi (esperit del tro i del llamp), Ngonda (esperit de la lluna i les menstruacions) i el seu germà Ntangu (esperit del temps i del sol), Chicamassichinuinji (governant de mars i oceans), Mpulu Bunzi o Bunzi (esperit masculí o femení de la pluja), Mbumba (serp arc de sant Martí) i la seva dona Funza (esperit femení de les aigües, fenomen bessons, malformacions en nens) o Kalunga (esperit de mort i mar).